# Echiuropus bekmanae
Echiuropus bekmanae is een vlokreeftensoort uit de familie van de Acanthogammaridae. De wetenschappelijke naam van de soort is voor het eerst geldig gepubliceerd in 2001 door Mekhanikova, Chapelle & De Broyer.